# Kingsley Pinda
Kingsley Pinda, né le 30 janvier 1992, à Paris, en France, est un joueur français de basket-ball. Il évolue au poste d'ailier.

## Biographie
Il est le fils d'Emmanuel Pinda double champion du monde de karaté. Après avoir mis un terme à sa carrière professionnelle, il poursuit des études de commerce, il retrouve les parquets en Angleterre en signant en août 2017 à Newcastle University en championnat universitaire anglais tout en continuant ses études,.

## Clubs successifs
- 2013 - 2014 :  ALM Évreux Basket (Pro B)
- 2014 - 2015 :  Hyères-Toulon Var Basket (Pro B)
- 2015 - 2017 : sans club
- Depuis 2017 :  Team Newcastle University (NBL)

## Palmarès
- Championnat d'Europe U20 2012